# Grote Reber
Grote Reber (Wheaton, 22. prosinca 1911. – Tasmanija, 20. prosinca 2002.), američki elektroinženjer i samouki radioastronom. Potaknut otkrićem radioizvora u svemiru 1937., konstruirao je radioteleskop kojim je 1938. potvrdio otkriće K. G. Janskyja. Izradio je prvu radiovalnu kartu neba (1941.) s prikazom nebeskih izvora radiovalova, prema kojoj su najsnažniji izvori radiovalova Sunce i ekvator Mliječne staze. Prvi je zabilježio snažne izvore radiovalova koji se nalaze u zviježđima Labuda (lat. Cygnus A) i Kasiopeje (lat. Cassiopeia A). Mjereći sve snažnije radiovalove u područjima niskih frekvencija dokazao je 1950. da velik dio zračenja naše galaktike čini sinkrotronsko zračenje.